# ヒューストン国際映画祭
ヒューストン国際映画祭（ヒューストンこくさいえいがさい、1961年 - ）、正式名称ワールドフェスト・ヒューストン国際映画祭（ワールドフェスト・ヒューストンこくさいえいがさい、WorldFest Houston International Film Festival）は、アメリカ合衆国テキサス州ヒューストンで開かれている国際映画祭。

## 概要
1961年にサンフランシスコ国際映画祭、ニューヨーク映画祭に次ぐ北米第三の映画祭としてスタート。1968年からコンペティション形式の映画祭となる。

## 日本からの出品作・受賞作
2002年の第38回にて『新しい風 ～若き日の依田勉三～』（勉三役は北村一輝）がグランプリを受賞。
2007年の第40回の劇場長編映画部門において、五十嵐匠監督作品『長州ファイブ』がグランプリを受賞。
2012年の第45回のショート（Work in Progress）部門においては、TWICINE（ツイシネ）の第一弾作品であるミュージカル映画『スキャンダル!』（監督：佃尚能）が白金賞（プラチナアワード）を受賞した。
2013年の第46回にて、長編アニメ映画『神秘の法』(製作総指揮・大川隆法、2012年幸福の科学出版作品)が、「スペシャル・ジュリー・アワード」(審査員特別賞)を受賞した。
2018年第51回にて、長編アニメ映画『宇宙の法—黎明編—』がアニメーション部門で銀賞を、短編映画『冷たい床／Cold Feet』（監督：末長敬司）が短編ファンタジー・ホラー部門で白金賞（プラチナアワード）を受賞した。
2019年第52回にて、短編映画『AIM POINT』（監督：末長敬司）がドラマティック部門で銅賞を受賞した。
2020年第53回にて、『心霊喫茶「エクストラ」の秘密-The Real Exorcist-』が、長編ファンタジー・ホラー部門で金賞を受賞した。
2020年第53回にて、中編映画『むすびめぐる』(監督 : 宮崎亨)が、ドラマティック部門で銅賞を受賞した。
2020年第53回にて、長編映画『東京葬華／Tokyo Offerings Flower』(監督：加藤允哉)が、長編ファンタジー・ホラー部門で審査員特別レミ賞、特殊効果部門で金賞、特殊メイクデザイン部門で金賞をそれぞれ受賞した。
2020年第53回にて、短編映画『マカリス』（監督:山本康士）が、短編ファンタジー・ホラー部門で金賞を受賞した。
2021年第54回にて、映画『美しき誘惑-現代の「画皮」-』が下記4部門で受賞した。
- 長編ドラマ作品部門 スペシャル・ジュリー・アワード
- アジア最優秀女優部門 金賞
- 「ロシアン・アメリカン・ビジネス誌」 最優秀外国語映画賞
- 撮影部門 金賞

2021年第54回にて、石原ひなた初監督作品『真言アイロニー(英題: Sin-Gone Irony)』が長編ドラマ作品部門(Dramatic)においてプラチナ賞を日本人最年少で受賞。また、主演を務めた川原英之、神谷勇羽が最優秀主演男優賞にダブルノミネートされた。
2022年第55回にて、長編映画『生きること、産むこと』(監督：柴田 航)が、銀賞を受賞した。